# Кэмпбелл-Ривер

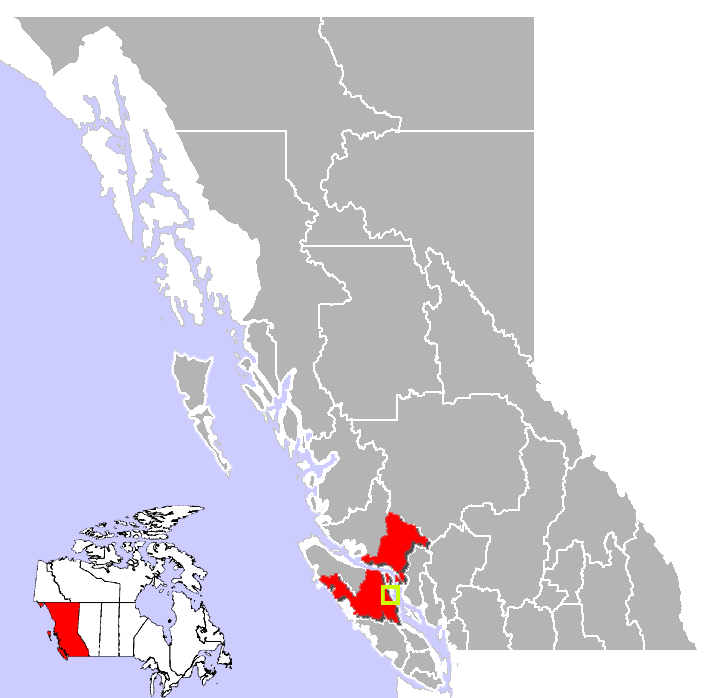
Кэмпбелл-Ривер на карте

Кэмпбелл-Ривер (англ. Campbell River) — город (144,36 км²) в провинции Британская Колумбия в Канаде, на острове Ванкувер.
Город насчитывает 32 588 жителей (2016) (плотность 225,7 чел./км²).
Город имеет прозвище «Всемирная столица Лососей».
Экономика Кэмпбелл-Ривера включает лесное хозяйство, рыболовство и туризм.

## Города побратимы
- Исикари, Япония

## Известные жители
- Род Бриндамор — игрок НХЛ (родился в Оттаве, но учился играть в хоккей в Кэмпбелл-Ривер).
- Джон Дэвидсон — игрок в крикет (родился в Кэмпбелл-Ривер, но вырос в Австралии).
- Айрис Грэм — актриса.
- Барри Пеппер — актер.
- Николас Торнберн — музыкант.

## Фильмы, снятые в Кэмпбелл-Ривер
- Тринадцатый воин / The 13th Warrior
- Ну что, приехали? / Are We There Yet?
- Пункт назначения 2 / Final Destination 2
- Fisherman’s Fall
- Держись до конца / Going the Distance
- Семь лет в Тибете / Seven Years in Tibet
- Алая буква / The Scarlet Letter
- Невидимый / The Invisible
- 24 часа / Trapped
- Планета обезьян: Революция / Dawn of the Planet of the Apes[2]
- Сумерки. Сага. Новолуние / New Moon